# 1132 Hollandia
1132 Hollandia è un asteroide della fascia principale. Scoperto nel 1929, presenta un'orbita caratterizzata da un semiasse maggiore pari a 2,6821081 UA e da un'eccentricità di 0,2790451, inclinata di 7,21748° rispetto all'eclittica.
Si tratta del primo asteroide scoperto dall'astronomo olandese Hendrik van Gent, che volle intitolarlo al suo Paese di origine.